# 6. септембар
6. септембар (6.9) је 249. дан у години по грегоријанском календару (250. у преступној години). До краја године има још 116 дана.

## Догађаји
- 394 — Битка на Фригиду: Римски цар Теодосије I поразио западног узурпатора Еугенија. Победа хришћанског цара над паганским ривалом означила је и дефинитивну победу хришћанства над традиционалистичким римским религијама.
- 1522 — Шпански морепловац Хуан Себастијан Елкано завршио прво путовање око света, које је започео Фернандо Магелан 1519 са пет бродова и 270 морнара. Елкано је преузео команду када су 1521. Магелана убили филипински урођеници и вратио се у Шпанију са једним бродом и 18 морнара.
- 1688 — Аустријска војска под командом баварског кнеза Максимилијана II Емануела, уз помоћ српских добровољаца, је заузела Београд од Турака.
- 1885 — Источна Румелија је прогласила своје уједињење са Бугарском.
- 1898 — Холандска краљица Вилхелмина ступила је на престо.
- 1901 — У Буфалу је анархиста Леон Чолгос извршио атентат на председника САД Вилијема Макинлија. Макинли је од задобијених рана умро недељу дана касније, а 14. септембра нови председник САД постао је Теодор Рузвелт.
- 1914 —
  - Француске трупе су уз помоћ Британског експедиционог корпуса кренуле у контраофанзиву на фронту широком 500 километара, чиме је почела прва велика битка на реци Марни у Француској у Првом светском рату, у којој је за четири дана немачка војска претрпела тежак пораз.
  - На захтев савезника да после победе на Церу у Првом светском рату предузме офанзиву преко границе, српска војска је почела операције против Аустријанаца у Срему и источној Босни, познате као Сремска операција и Битка на Дрини. Борбе су трајале до 11. новембра, када је српска војска била присиљена да се повуче.
- 1940 — Румунски краљ Карол II Хоенцолерн је у Другом светском рату под притиском Сила Осовине абдицирао у корист сина Михајла.
- 1948 — Холандска краљица Вилхелмина је абдицирала у корист кћерке принцезе Јулијане.
- 1955 — У нередима, оркестрираним од турске владе, побеснела руља извршила је погром над преосталим грчким становништвом Цариграда.
- 1965 — Нападом индијске авијације на пакистански град Лахор почео је рат између Индије и Пакистана због Кашмира. Сукоб је окончан 25. септембра посредством УН.
- 1970 — Палестински терористи су отели четири авиона која су летела из Европе у Њујорк. Наредног дана у Каиру је запаљен „Боинг 747“ компаније „Пан америкен“, а два „Боинга 707“ дигнута су у ваздух 12. септембра у Јордану. Четврти авион се спустио у Лондон, а отмичарка Лејла Халид је ухапшена.
- 1975 — У земљотресу у источној Турској 2.350 људи је погинуло, а рањено око 3.000.
- 1988 — Једанаестогодишњи дечак Томас Грегори постао је најмлађа особа која је препливала Ламанш. Пливање је трајало 11 сати и 54 минута.
- 1988 — Почиње шаховски турнир у Тилбургу, Холандија.
- 1991 — СССР је признао независност Литваније, Летоније и Естоније; Лењинграду је враћено име Санкт Петербург.
- 1994 — Премијер Ирске Алберт Рејнолдс први пут се састао са вођом Шин Фејна, политичког крила ИРА-е Џеријем Адамсом и разговарао о политичком решењу дугогодишње кризе и сукоба католика и протестаната у Северној Ирској.
- 1997 — Британска принцеза Дајана, која је погинула 31. августа у саобраћајној несрећи у Паризу, сахрањена је на породичном имању, после погребне церемоније коју је посредством ТВ преноса пратило више од 2 милијарде људи широм света.
- 2000 — У седишту ОУН у Њујорку отворен је „Миленијумски самит ОУН“, највећи скуп светских лидера у историји на којем је учествовало 150 краљева, председника и премијера. Од светских лидера самиту нису присуствовали само председници Ирака Садам Хусеин, СР Југославије Слободан Милошевић и Либије Муамер ел Гадафи.
- 2001 — Врховни суд Казахстана осудио је бившег премијера Акезана Казегелдина на десет година затвора због корупције, илегалног поседовања оружја и злоупотребе положаја.

## Рођења
- 1666 — Иван V Алексејевич, руски цар (1682—1696). (прем. 1696)[1]
- 1757 — Маркиз де Лафајет, француски генерал и државник. (прем. 1834)
- 1766 — Џон Далтон, енглески хемичар, физичар и метеоролог. (прем. 1844)
- 1860 — Џејн Адамс, америчка пацифисткиња, добитница Нобелове награде за мир (1931). (прем. 1935)
- 1879 — Макс Шрек, немачки глумац. (прем. 1936)
- 1892 — Едвард Виктор Еплтон, енглески физичар, добитник Нобелове награде за физику (1947). (прем. 1965)
- 1913 — Џули Гибсон, америчка глумица, певачица и вокална уметница. (прем. 2019)
- 1913 — Леонидас да Силва, бразилски фудбалер и спортски коментатор. (прем. 2004)
- 1914 — Иринеј Ковачевић, српски православни епископ. (прем. 1999)
- 1920 — Јован Језеркић, српски фудбалер. (прем. 2000)
- 1923 — Петар II Карађорђевић, трећи и последњи краљ Краљевине Југославије (1934—1945). (прем. 1970)
- 1923 — Нада Димић, учесница Народноослободилачке борбе и народни херој Југославије. (прем. 1942)
- 1923 — Љубица Ковић, српска глумица. (прем. 2014)
- 1928 — Милан Булајић, српски историчар, правник и дипломата. (прем. 2009)
- 1943 — Роџер Вотерс, енглески музичар, најпознатији као суоснивач, гитариста, басиста и певач групе Pink Floyd.
- 1944 — Свуси Керц, америчка глумица.
- 1951 — Шабан Шаулић, српски певач. (прем. 2019)
- 1953 — Љиљана Хабјановић Ђуровић, српска списатељица.
- 1957 — Бранко Пантелић, потпуковник Војске Републике Српске.
- 1958 — Мајкл Винслоу, амерички глумац, комичар и битбоксер.
- 1959 — Ана Бекута, српска певачица.
- 1959 — Миодраг Кривокапић, црногорски фудбалер.
- 1961 — Скот Травис, амерички музичар, најпознатији као бубњар групa Judas Priest и Thin Lizzy.
- 1963 — Бетси Расел, америчка глумица.
- 1964 — Роузи Перез, америчка глумица, редитељка, продуценткиња, плесачица и списатељица.
- 1965 — Предраг Ј. Марковић, српски историчар.
- 1967 — Игор Штимац, хрватски фудбалер и фудбалски тренер.
- 1971 — Долорес О’Риордан, ирска музичарка. (прем. 2018)[2]
- 1972 — Идрис Елба, енглески глумац, продуцент, музичар и ди-џеј.
- 1973 — Никола Грбић, српски одбојкаш и одбојкашки тренер.
- 1973 — Карло Кудичини, италијански фудбалски голман.
- 1973 — Грег Руседски, енглеско-канадски тенисер.
- 1974 — Горан Тробок, српски фудбалер.
- 1974 — Сашо Филиповски, словеначки кошаркашки тренер.
- 1974 — Тим Хенман, британски тенисер.
- 1976 — Наоми Харис, енглеска глумица.
- 1978 — Фокси Браун, америчка хип хоп музичарка.
- 1986 — Мантас Калнијетис, литвански кошаркаш.
- 1987 — Андреа Лекић, српска рукометашица.
- 1990 — Џон Вол, амерички кошаркаш.
- 1992 — Ђурађ Вујчић, канадски новинар.
- 1996 — Лана Роудс, америчка порнографска глумица и модел.
- 2002 — Лејла Фернандез, канадска тенисерка.

## Смрти
- 1566 — Сулејман I Величанствени, турски султан. (рођ. 1494)
- 1905 — Драгиња Ружић, српска глумица. (рођ. 1834)
- 1944 — Петар Пешић, српски генерал. (рођ. 1871)
- 1966 — Хендрик Френш Фервурд, јужноафрички премијер. (рођ. 1901)
- 1969 — Мирко Бањевић, црногорски и југословенски песник. (рођ. 1905)[3]
- 1986 — Драган Јеремић, филозоф, књижевни критичар и књижевник. (рођ. 1925)[4]
- 1998 — Акира Куросава, јапански филмски редитељ. (рођ. 1910)
- 2007 — Лучано Павароти, италијански оперски певач. (рођ. 1935)
- 2008 — Риза Сапунџију, економиста и друштвено-политички радник. (рођ. 1925)
- 2018 — Берт Рејнолдс, амерички глумац. (рођ. 1936)
- 2019 — Роберт Мугабе, председник Зимбабвеа. (рођ. 1924)
- 2020 — Драгољуб Ојданић, српски генерал. (рођ. 1941)

## Празници и дани сећања
- 1885 — Уједињење Бугарске (в. Пловдивски преврат)
- 1968 — Афричка краљевина Нгвани (Свазиленд) стекла је независност од Велике Британије, чији је посед била од 1881.